# Evergem

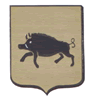
Evergems vapen

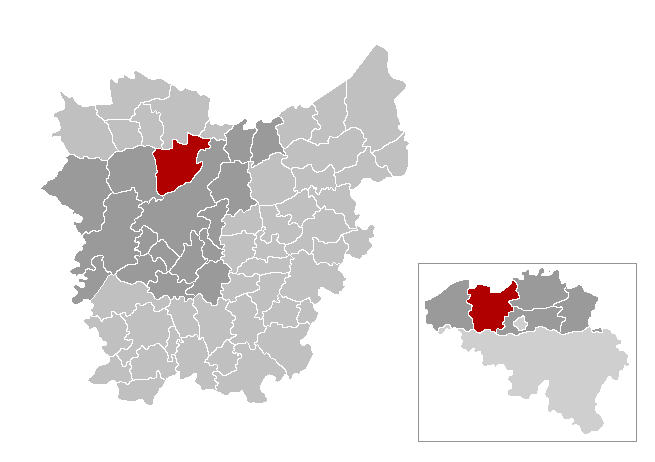
Evergems läge inom provinsen Östflandern

Evergem är en kommun i provinsen Östflandern i regionen Flandern i Belgien. Evergem hade 32 545 invånare per 1 januari 2008.